# London-Marathon 1981
| 1. London-Marathon | 1. London-Marathon                        |
| ------------------ | ----------------------------------------- |
| Stadt              | London, Vereinigtes Königreich            |
| Datum              | 29. März 1981                             |
| Distanz            | 42,195 Kilometer                          |
| Sieger             |                                           |
| Männer             | Dick Beardsley, Inge Simonsen (2:11:48 h) |
| Frauen             | Joyce Smith (2:29:57 h)                   |
|                    | London-Marathon 1982 →                    |
| Website            | Offizielle Website                        |

Der London-Marathon 1981 war die erste Ausgabe der jährlich stattfindenden Laufveranstaltung in London, Vereinigtes Königreich. Der Marathon fand am 29. März 1981 statt.
Bei den Männern gewannen Dick Beardsley und Inge Simonsen in 2:11:48 h, bei den Frauen Joyce Smith in 2:29:57 h.

## Ergebnisse

### Männer
| Platz | Athlet              | Land                   | Zeit (h) |
| ----- | ------------------- | ---------------------- | -------- |
| 01    | Dick Beardsley      | Vereinigte Staaten     | 2:11:48  |
| 01    | Inge Simonsen       | Norwegen               | 2:11:48  |
| 03    | Trevor Wright       | Vereinigtes Königreich | 2:12:53  |
| 04    | Michael Kearns      | Vereinigtes Königreich | 2:13:37  |
| 05    | Graham Laing        | Vereinigtes Königreich | 2:13:59  |
| 06    | Brian Geoffrey Cole | Vereinigtes Königreich | 2:14:01  |
| 07    | James Dingwall      | Vereinigtes Königreich | 2:14:54  |
| 08    | Keith Penny         | Vereinigtes Königreich | 2:15:31  |
| 09    | Paul-John Eales     | Vereinigtes Königreich | 2:15:55  |
| 10    | Don Faircloth       | Vereinigtes Königreich | 2:16:36  |

### Frauen
| Platz | Athletin         | Land                   | Zeit (h) |
| ----- | ---------------- | ---------------------- | -------- |
| 01    | Joyce Smith      | Vereinigtes Königreich | 2:29:57  |
| 02    | Ngaire Drake     | Vereinigtes Königreich | 2:37:12  |
| 03    | Gillian Horovitz | Vereinigtes Königreich | 2:40:44  |
| 04    | Kathy Molitor    | Vereinigte Staaten     | 2:42:26  |
| 05    | Sally Strauss    | Vereinigte Staaten     | 2:42:42  |
| 06    | Karen Holdsworth | Vereinigtes Königreich | 2:43:28  |
| 07    | Suzan Morris     | Vereinigtes Königreich | 2:43:28  |
| 08    | Julie Barleycorn | Vereinigtes Königreich | 2:45:33  |
| 09    | Veronique Marot  | Frankreich             | 2:46:51  |
| 10    | Margaret Lockley | Vereinigtes Königreich | 2:47:29  |